# Banc à étirer
Pour les articles homonymes, voir Banc.

Le banc à étirer ou autrefois trivialement banc à tirer, est un appareil servant à étirer les métaux malléables et/ou ductiles en fil ou pour en faire des tubes sans soudure. Dans le cas d'outil à étirer les fils de fer, il prend le nom de banc de tréfileur.

## Métallurgie générale
Le banc à tirer, défini par le mécanicien Louis-Benjamin Francœur, est une machine d'atelier pour tirer à la filière des tuyaux métalliques, des pignons de montre ou de pendule, des fils de fer, d'acier, de laiton etc. que l'opérateur veut réduire à un calibre donné. Il existe vers 1820 trois sortes de bancs à tirer, suivant l'usage recherché, de taille plus ou moins grande, plus ou moins fort. Leurs mécanismes étaient soit à sangles, soit à vis ou à engrenages. Les bancs à tirer occupent beaucoup de place dans les ateliers de grosse chaudronnerie, puisque, à la dimension du banc à tirer plutôt grand ou puissant, il faut ajouter évidemment la longueur des tuyaux à amincir.
Le banc à tirer servait à fabriquer un tuyau de cuivre. Prenant une bande de métal, l'opérateur en amincissait les bords à la machine à raboter, à la fraise, au marteau, voire à la lime si le cuivre est très mince. Il cintrait la pièce au marteau en plaçant le métal d'abord dans une rigole semi-circulaire ou matrice, puis sur un chevalet de même diamètre que le tube à préparer. Après avoir assemblé et formé le tuyau, il pouvait assurer sa dimension exacte avec le banc à tirer. L'appareil se compose essentiellement d'une pince à tirer, composée d'une plaque métallique percée d'un trou conique, qui saisit ici l'extrémité du tuyau et d'une filière, rondelle d'acier, percée de trous de diverses grandeurs, à travers laquelle on fait passer le tube préformé. Un mandrin est placé à l'intérieur du tube, précisément de la grosseur qu'il doit acquérir. La pince est attachée à l'un des maillons d'une chaîne sans fin, à laquelle un système convenable d'engrenage à manivelle, précise Pierre Larousse, permet de donner le mouvement. Le tube, pris par la pince, est entrainé dans le mouvement de la chaîne, passe à travers les trous de plus en plus petits de la filière et finit par acquérir le diamètre voulu par l'opérateur. La vitesse d'étirage des tuyaux est de l'ordre de 2 à 3 cm par seconde, parfois 8 cm par seconde pour les petits tubes en cuivre.
Le fil à étirer est saisi entre les deux mâchoires semi-coniques de la pince. Placées dans l'ouverture de la plaque, les mâchoires s'y enfoncent d'autant plus et serrent d'autant mieux l'objet à étirer, que la traction subie est plus forte. La filière est formée d'une rondelle aciérée, en acier sauvage, consolidée par une plaque de fer. L'acier des forges catalanes employé pour les filières françaises, de grande qualité, expliquent la course au rachat de seconde main, lancée au milieu du XIXe siècle par les entreprises anglaises du secteur.
La vitesse d'étirage pour le tréfilage de fer est d'autant plus faible que le fil initial est plus dur et plus gros. Plus la vitesse augmente, plus vite le fer est aigri. Il faut alors pour éviter l'écrouissage et durcissement de sa surface, recuire le fer au cours de l'opération, parfois plusieurs fois. Le banc à tirer permet d'obtenir des fils d'une ténuité extrême, de l'ordre de 1, 25 mm de diamètre, utilisable dans les croisements des lunettes, en particulier en enfermant un fil de platine dans une gaine d'argent. On étire le montage, les deux métaux gardant les mêmes proportions dans leurs diamètres. Par un moyen chimique, dissolution chimique par l'acide nitrique ou amalgame au mercure, la gaine d'argent est ôtée. Ne reste que le fil de Pt.

## Bijouterie: banc à étirer pour métaux précieux or, argent etc.
Le banc à étirer, évolution moderne de l'argue, est un outil de bijoutier. L'argue est d'abord le lieu où les tireurs d'or tréfilaient leurs lingots. Par extension c'est devenu l'étau coinçant les filières lors de l'étirage du fil, et le support de filières. On peut supposer que le mot argue fait référence au berger Argos de la mythologie grecque dont les cent yeux rappellent la multitude de  trous des filières.

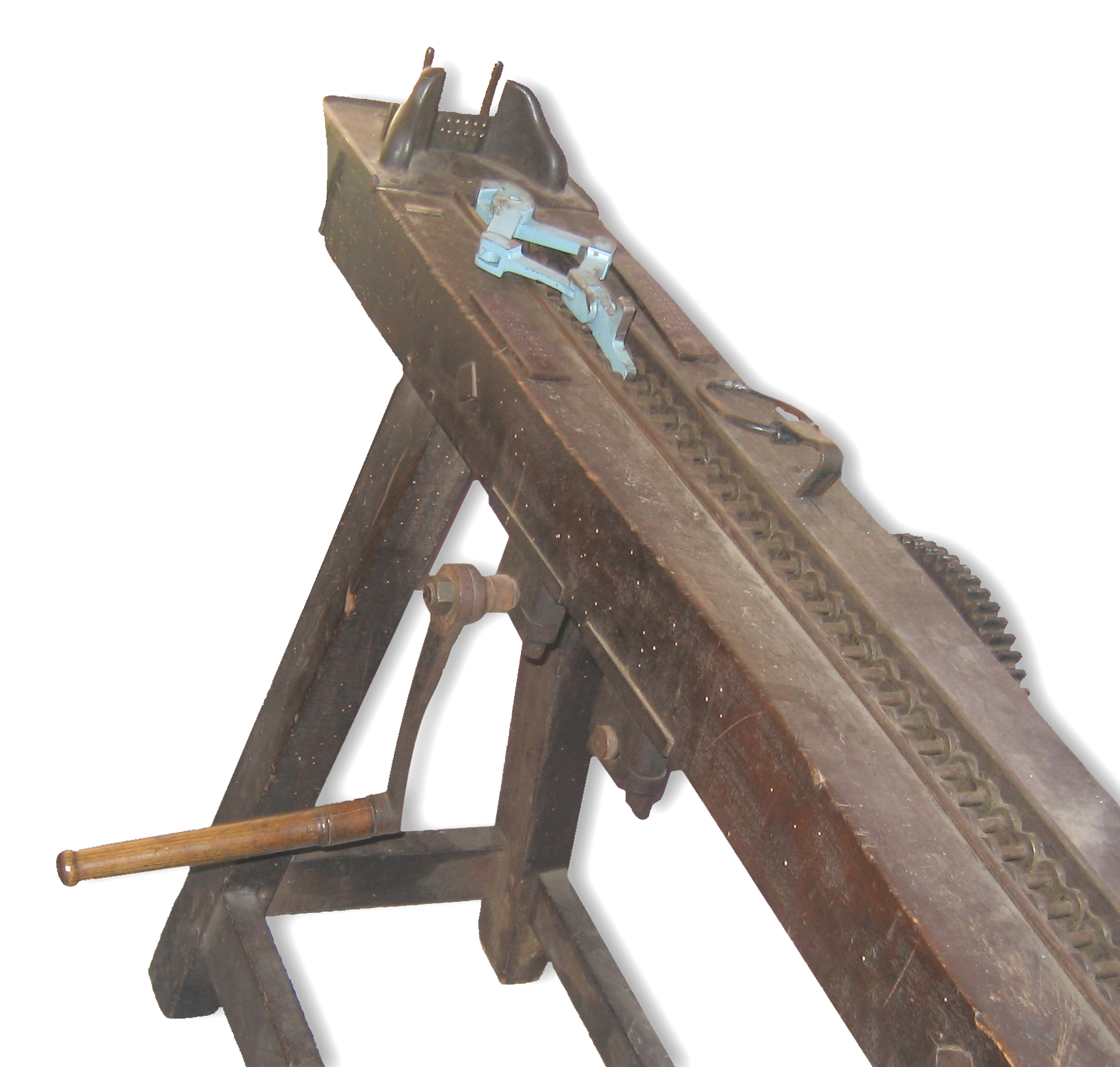
Un banc à étirer.

La filière à étirer est une plaque métallique percée de trous coniques au  diamètre décroissant, dans lesquels passent  les fils d'or, d'argent ou de cuivre destinés à être affinés. Le trou se nomme pertuis, l'entrée, embouchure et la sortie, œil. Entre deux battes de bois, une  chaîne galle sans fin est manœuvrée par le  pignon d'une manivelle.
Le fil à étirer est  cramponné dans une pince à étirer : la "grenouille", qui, par un mors, peut s'accrocher à cette chaîne ou  s'en décrocher.
Avant l'étirage, le métal est  recuit, c’est-à-dire chauffé au rouge : 750° pour l'or gris, 650° pour l'or jaune, et aux environs de 600° pour l'argent et autres métaux.
Un banc à étirer daté de 1565 et conçu par Leonhard Danner pour Auguste Ier de Saxe est conservé au musée national de la Renaissance, au château d'Écouen : http://www.musee-renaissance.fr/bancdorfevre/